# Etsuko Yakushimaru
Etsuko Yakushimaru (やくしまる えつこ Yakushimaru Etsuko?) es el nombre artístico de una cantante japonesa de J-pop. Es conocida por sus trabajos de solo incluyendo muchos temas de series de anime, también es conocida como la principal vocalista del grupo de rock Sōtaisei Riron. Previamente, no se había mostrado al público hasta que lanzó su edición de revista de Studio Voice en julio de 2009. Ella además tiene el alias de Tika α (ティカ・α?) cuando acredita sus letras y composiciones.

## Trabajos

### Colaboración
- Ukulele Tezuka Osamu (23 de octubre de 2009), álbum colectivo
- sono por detune.

### Álbumes
- Rōdoku CD (July 2009), un audio libro que acompaña la revista Studio Voice de julio de 2009.[3]
- Blu-Day (7 de abril de 2010), con el nombre de "Etsuko Yakushimaru and DVD".
- Radio Onsen Eutopia (10 de abril de 2013)

### Singles
2009
- (1.er single) Oyasumi Paradox / Jenny wa Gokigen Naname (Paradoja de buenas noches / Jenny esta de mal humor) (21 de octubre de 2009), tema de apertura de Natsu no Arashi! Akinai chū, coupled que es un cover de la canción de 1980 de "Jenny wa Gokigen Naname" por Juicy Fruits.

2010
- (2.º single) Venus to Jesus (Venus and Jesus) (26 de mayo de 2010), tema de apertura de Arakawa Under the Bridge.
- (single en colaboración) Kami-sama no Iu Tōri (Como Dios manda) (26 de mayo de 2010), tema del final de The Tatami Galaxy.

(Como Junji Ishiwatari, Yoshinori Sunahara & Etsuko Yakushimaru)
- (3rd single) Cosmos VS Alien (12 de noviembre de 2010), tema de apertura de Arakawa Under the Bridge x Bridge.

2011
- Adaptation 05.1 - eyrs ~ Adaptation 05.2 Ballet Mécanique - eyrs (as Ryuichi Sakamoto & Etsuko Yakushimaru)
- (4th single) Lulu / Tokimeki Hacker (25 de mayo de 2011), tema del final de Denpa Onna to Seishun Otoko.
- (5th single) Nornir · Shōnen yo Ware ni Kaere (5 de octubre de 2011), tema de apertura de Mawaru Penguindrum.

2012
- Kiri Kiri Mai
- (6th single) YAMIYAMI · Lonely Planet (26 de septiembre de 2012), tema de Minna no uta en NHK.

2014
- "X Jigen e Youkoso (X次元へようこそ)" by Etsuko Yakushimaru tema final de 'Space Dandy

2016
- New Moon ni Aishite, tema de inicio de la tercera temporada de Sailor Moon Crystal.[4]

2018
- AfterSchoolDi(e)stra(u)ction (22 de agosto de 2018), tema del final de High Score Girl.